# Murama (Kayonza)
Murama (Kinyarwanda Umurenge wa Murama) ist einer von 12 Sektoren im Distrikt Kayonza in der Ostprovinz von Ruanda.

## Geographie
Murama hat eine Fläche von 69,06 km² und liegt auf einer Höhe von etwa 1680 m. Der Sektor unterteilt sich in die fünf Zellen Bunyentongo, Muko, Murama, Nyakanazi und Rusave. Nachbarsektoren sind im Norden Rwinkwavu, im Osten Kabare, im Süden Kibungo, im Südwesten Remera und im Westen Kabarondo.

## Bevölkerung
Zur Volkszählung von 2022 betrug die Einwohnerzahl 23.381. Zehn Jahre zuvor waren es 19.945, was einem jährlichen Bevölkerungszuwachs von 1,6 Prozent zwischen 2012 und 2022 entspricht.